# José Egídio Álvares de Almeida
José Egídio Álvares de Almeida, primeiro barão, visconde com grandeza e marquês de Santo Amaro, (Santo Amaro da Purificação, 1 de setembro de 1767 — Rio de Janeiro, 12 de agosto de 1832) foi um advogado, diplomata e político brasileiro.
Filho de José Álvares Pinto de Almeida e Antonia de Freitas, casou-se em primeiras núpcias com Maria do Carmo de Passos, e em segunda núpcias com Maria Benedita Papança, com quem teve; 
- João Carlos Pereira de Almeida, 2.º Visconde de Santo Amaro, casado com Ana Constança Caldeira Brant, filha de Felisberto Caldeira Brant e Horta, Marquês de Barbacena.
- Maria Joana Benedita de Almeida, casada com Tomás Joaquim Pereira Valente, 1º conde de Rio Pardo, com descendência.

## Biografia

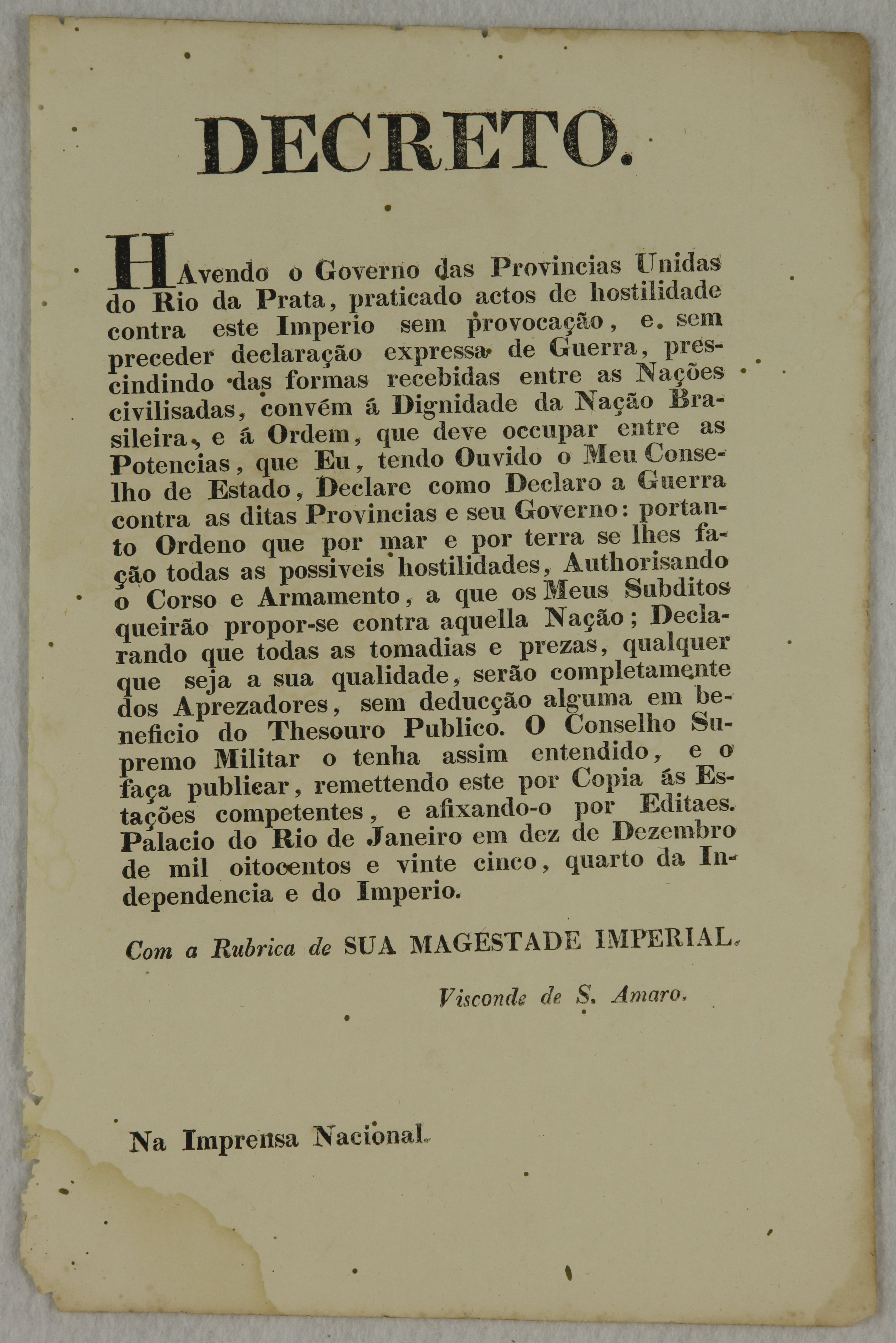
Chancela ministerial do visconde na declaração de guerra contra as Províncias Unidas do Rio da Prata, 1825.

Formou-se em Direito, na Universidade de Coimbra. Iniciou uma carreira na administração portuguesa, tendo sido oficial da Fazenda, funcionário do Conselho Ultramarino e secretário do gabinete de d. João VI.
Foi deputado geral, presidindo a Assembleia Constituinte depois dissolvida por D. Pedro I. Foi também ministro das Relações Exteriores, embaixador em Paris e Londres, conselheiro de estado e senador do Império do Brasil de 1826 a 1832.
Foi o mestre de cerimônias da coroação do imperador D. Pedro I e presidente da sessão que inaugurou o Senado do Império do Brasil, em 24 de abril de 1826. O título de barão foi concedido por D. João VI, sendo, portanto, de origem portuguesa.